# 프랑스의 왕위 계승 순위 (오를레앙 왕가)
부르봉 왕정 복고에 불만을 품은 세력들이 발생하고, 이에 루이 필리프가 시민의 왕으로 즉위하지만, 결국 7월 왕정 역시 무너지고, 루이 필리프는 폐위된다. 그러나, 오를레앙 왕가의 후손들은 아직 남아있으며, 수장은 이름뿐인 작위인 프랑스의 왕 작위를 가지고 있다. 현재 프랑스의 왕은 장 도를레앙이다.

## 왕위 계승 순위
1. 장 도를레앙 (1965년), 앙리 도를레앙의 아들.
2. 가스통 도를레앙 (2009년).
3. 에우데스 도를레앙 (1968년), 프랑스 공작, 파리 백작 앙리의 아들.
4. 피에르 도를레앙 (2003년).
5. 미셸 오를레앙 (1941년).
6. 찰스 드 필리페 오를레앙 (1973년).
7. 프랑수아 오를레앙 (1982년).
8. 자크 오를레앙 (1941년).
9. 샤를 루이 오를레앙 (1972년).
10. 필리프 오를레앙 (1998년).
11. 콘스탄틴 오를레앙 (2003년).
12. 폴크 오를레앙 (1974년).
13. 로베르 오를레앙 (1976년).
14. 페드로 카를로 드 오를레앙 브라간사 (1945년).
15. 페드로 틸라고 드 오를레앙 브라간사 (1979년).
16. 필리페 데 오를레앙 브라간사 (1982년).
17. 알폰소 두아르트 드 오를레앙 브라간사 (1948년).
18. 마노엘 알바로 드 오를레앙 브라간사 (1949년).
19. 마노엘 알폰소 데 오를레앙 브라간사 (1981년).
20. 프란시스코 움베르토 드 오를레앙 브라간사 (1956년).
21. 프란시스코 테오도로 드 오를레앙 브라간사 (1979년).
22. 가브리엘 피르 드 오를레앙 - 브라간사 (1989년)
23. 조앙 엔리케 드 오를레앙 - 브라간사 (1954년)
24. 조앙 필립 드 오를레앙 - 브라간사 (1986년)
25. 루이즈 필립 드 오를레앙 - 브라간사 (1969년)
26. 베르트랑 오브 오를레앙 왕자 - 브라간자 (1941년)
27. 페드로 드 알칸타라 오브 오를레앙 왕자 - 브라간자, 피의 왕자 (1945년)
28. 가브리엘 드 오를레앙 - 브라간사, 피의 왕자 (1980년)
29. 페르난도 오브 오를레앙 - 브라간자 왕자, 피의 왕자 (1948년)
30. 안토니오 오를레앙 브라간자 황자 (1950년).
31. 라펠 오를레앙 브라간자 (1986년).
32. 오를레앙 브라간사 황자 프란시스코 (1995년).
33. 알베르토 오를레앙 브라간자 황자 (1957년).
34. 페드로 알베르토 데 오를레앙 브라간사 황자 (1988년).
35. 안토니오 데 오를레앙 브라간사 황자 (1997년).
36. 알폰소 데 오를레앙 보르본 (1968년).
37. 돈 알론소 주앙 데 오를레앙 보르본 (1994년).
38. 돈 알바로 데 오를레앙 보르본 (1969년).
39. 돈 알바로 제임 데 오를레앙 보르본 (1947년).
40. 돈 안드레아 데 오를레앙 보르본 (1976년).
41. 돈 알로이스 데 오를레앙 보르본 (1979년).